# إلياس نيكوبي
الياس نيكوبي (4 مارس 1978 - ) هو لاعب كرة قدم جنوب أفريقي في مركز الدفاع. لعب مع ماميلودي صن داونز وماريتزبرغ يونايتد ‏ وبلاتينيوم ستارز ‏ وWinners Park F.C. ‏ ونادي بلومفونتين سيلتيك.